# 핫카쿠 다이치
핫카쿠 다이치(일본어: 八角 大智, 1992년 4월 15일 ~ )는 일본의 전 축구 선수이다.

## 구단 경력
그는 2016년부터 2017년까지 J리그의 더스파구사쓰 군마, 그루자 모리오카에서 활동하였다.